# El Rom
El Rom (hebrejsky אֶל רוֹם nebo אל-רום, doslova "K výšině", v oficiálním přepisu do angličtiny El-Rom) je izraelská osada a vesnice typu kibuc na Golanských výšinách v Oblastní radě Golan.

## Geografie
Vesnice se nachází v nadmořské výšce 1050 metrů, cca 50 kilometrů severovýchodně od města Tiberias, cca 78 kilometrů severovýchodně od Haify a cca 160 kilometrů severovýchodně od centra Tel Avivu. El Rom leží na náhorní plošině v severní části Golanských výšin, jižně od masivu Hermon. Jižně od vesnice se z náhorní planiny zvedá pahorek Har Bar'on.
Osada leží v části Golanských výšin s výrazným podílem arabského respektive drúzského obyvatelstva. 2 kilometry severně od El Rom leží drúzské město Buk'ata. Vesnice El Rom je na dopravní síť Golanských výšin napojena pomocí silnice číslo 98.

## Dějiny
El Rom leží na Golanských výšinách, které byly dobyty izraelskou armádou v roce 1967 a jsou od té doby cíleně osidlovány Izraelci. Tato osada byla založena v červenci 1971.
V té době šlo o nejvýše položené židovské sídlo v Izraeli, proto obdrželo název El Rom. Prvními osadníky byla skupina Bejt ha-Arava (בית הערבה), která se původně v osadě Kalija u Mrtvého moře připravovala na usazení ve Vádí al-Araba v jižním Izraeli, ale pak se rozhodla zřídit novou osadu právě zde. Zpočátku ale osadníci pobývali v provizorní lokalitě opuštěné syrské vesnice Ajn Chavar (עין חוור), teprve později se přesunuli na nynější místo.
Během jomkipurské války v roce 1973 byla vesnice poničena a v jejím okolí probíhaly velké tankové bitvy mezi syrskou a izraelskou armádou.
Podle zprávy vypracované roku 1977 pro Senát Spojených států amerických byl počet obyvatel osady El Rom odhadován na 420. Obyvatelé byli stoupenci Izraelské strany práce. Celková plocha obce byla udávána na 4600 dunamů (4,6 kilometrů čtverečních) s tím, že krátce předtím byla na dalších 400 dunamech zřízena umělá vodní nádrž pro chov ryb. V osadě je zařízení péče o děti v předškolním věku. Základní škola je k dispozici v Merom Golan. Zdrojem příjmů je zemědělství, podnikání (v roce 1984 zde byla založena produkční společnost Ulpanej El Rom -אולפני אלרום, napojená na filmový průmysl). V kibucu je k dispozici veřejná knihovna.

## Demografie
El Rom je osadou se sekulárním obyvatelstvem. Jde o menší sídlo vesnického typu s dlouhodobě mírně rostoucí populací. K 31. prosinci 2014 zde žilo 323 lidí. Během roku 2014 stoupla populace o 1,6 %.
| Rok            | 1983 | 1995 | 1999 | 2000 | 2001 | 2003 | 2004 | 2005 | 2006 | 2007 | 2008 | 2009 | 2010 | 2011 | 2012 | 2013 | 2014 |
| -------------- | ---- | ---- | ---- | ---- | ---- | ---- | ---- | ---- | ---- | ---- | ---- | ---- | ---- | ---- | ---- | ---- | ---- |
| Počet obyvatel | 189  | 254  | 292  | 288  | 272  | 273  | 267  | 269  | 274  | 271  | 263  | 270  | 277  | 309  | 308  | 318  | 323  |